# Fulvio Bernardini
Fulvio Bernardini   (Roma, 28 de desembre de 1905 - Roma, 13 de gener de 1984) fou un futbolista italià, que jugava com a migcampista. Competí durant les dècades de 1920 i 1930 i, en retirar-se, exercí d'entrenador, sent considerat un dels millors tècnics italians.
A nivell de clubs jugà a la SS Lazio, l'Inter de Milà, l'AS Roma i el M.A.T.E.R.. Amb la selecció nacional jugà 26 partits entre 1925 i 1932, en què marcà tres gols. El 1928 va ser seleccionat per disputar els Jocs Olímpics d'Amsterdam, on l'equip italià guanyà la medalla de bronze en la competició de futbol. També guanyà la Copa Internacional d'Europa Central de 1927-1930.
Un cop retirat fou entrenador de l'AS Roma, el Vicenza Calcio, l'ACF Fiorentina (club amb el qual guanyà la lliga italiana de 1955-56 i va arribar a la final de la Copa d'Europa de 1957, que va perdre contra el Reial Madrid), la SS Lazio (amb qui guanyà la Copa italiana de futbol de la temporada 1957-58), el Bologna FC 1909 (amb qui guanyà la lliga 1963-64), i la UC Sampdoria, abans de passar a entrenar la selecció nacional de 1974 a 1975.
Forma part del Saló de la Fama d'Itàlia, la Roma i la Fiorentina.